# Isaiah Hartenstein
Isaiah Hartenstein (Eugene, 5 maggio 1998) è un cestista statunitense con cittadinanza tedesca.

## Carriera
Figlio di Florian Hartenstein, è stato selezionato dagli Houston Rockets al secondo giro del Draft NBA 2017 (43ª scelta assoluta).
Con la Germania ha disputato i Campionati europei del 2017.

## Statistiche

### NBA

#### Regular Season
| Anno       | Squadra             | PG  | PT  | MP   | TC%  | 3P%  | TL%  | RP   | AP  | PRP | SP  | PP   |
| ---------- | ------------------- | --- | --- | ---- | ---- | ---- | ---- | ---- | --- | --- | --- | ---- |
| 2018-2019  | Houston Rockets     | 28  | 0   | 7,9  | 48,8 | 33,3 | 78,6 | 1,7  | 0,5 | 0,3 | 0,4 | 1,9  |
| 2019-2020  | Houston Rockets     | 23  | 2   | 11,6 | 65,7 | 0,0  | 67,9 | 3,9  | 0,8 | 0,4 | 0,5 | 4,7  |
| 2020-2021  | Denver Nuggets      | 30  | 0   | 9,1  | 51,3 | -    | 61,1 | 2,8  | 0,5 | 0,4 | 0,7 | 3,5  |
| 2020-2021  | Cleveland Cavaliers | 16  | 2   | 17,9 | 58,2 | 33,3 | 68,6 | 6,0  | 2,5 | 0,5 | 1,2 | 8,3  |
| 2021-2022  | L.A. Clippers       | 68  | 0   | 17,9 | 62,6 | 46,7 | 68,9 | 4,9  | 2,4 | 0,7 | 1,1 | 8,3  |
| 2022-2023  | N.Y. Knicks         | 82  | 8   | 19,8 | 53,5 | 21,6 | 67,6 | 6,5  | 1,2 | 0,6 | 0,8 | 5,0  |
| 2023-2024  | N.Y. Knicks         | 75  | 49  | 25,3 | 64,4 | 33,3 | 70,7 | 8,3  | 2,5 | 1,2 | 1,1 | 7,8  |
| 2024-2025† | Oklahoma Thunder    | 57  | 53  | 27,9 | 58,1 | 0,0  | 67,5 | 10,7 | 3,8 | 0,8 | 1,1 | 11,2 |
| Carriera   | Carriera            | 379 | 114 | 19,5 | 59,2 | 25,5 | 68,6 | 6,4  | 2,0 | 0,7 | 0,9 | 6,8  |

#### Play-off
| Anno     | Squadra          | PG | PT | MP   | TC%  | 3P%  | TL%  | RP  | AP  | PRP | SP  | PP  |
| -------- | ---------------- | -- | -- | ---- | ---- | ---- | ---- | --- | --- | --- | --- | --- |
| 2019     | Houston Rockets  | 2  | 0  | 1,0  | 100  | -    | -    | 0,5 | 0,0 | 0,0 | 0,0 | 2,0 |
| 2023     | N.Y. Knicks      | 11 | 0  | 20,0 | 47,8 | -    | 75,0 | 4,6 | 1,3 | 0,8 | 1,4 | 3,1 |
| 2024     | N.Y. Knicks      | 13 | 13 | 29,8 | 59,2 | 50,0 | 86,4 | 7,8 | 3,5 | 0,3 | 0,9 | 8,5 |
| 2025†    | Oklahoma Thunder | 23 | 20 | 22,4 | 61,9 | -    | 66,7 | 7,5 | 2,2 | 0,8 | 0,5 | 8,1 |
| Carriera | Carriera         | 49 | 33 | 23,0 | 60,0 | 50,0 | 75,0 | 6,7 | 2,3 | 0,7 | 0,8 | 6,8 |

#### Massimi in carriera
- Massimo di punti: 19 (2 volte)[1]
- Massimo di rimbalzi: 16 vs Minnesota Timberwolves (16 novembre 2019)
- Massimo di assist: 8 vs Utah Jazz (18 marzo 2022)
- Massimo di palle rubate: 3 (4 volte)
- Massimo di stoppate: 5 (2 volte)
- Massimo di minuti giocati: 40 vs Memphis Grizzlies (19 ottobre 2022)

### NBA G-League
| Anno       | Squadra       | PG | PT | MP   | TC%  | 3P%  | TL%  | RP   | AP  | PRP | SP  | PP   |
| ---------- | ------------- | -- | -- | ---- | ---- | ---- | ---- | ---- | --- | --- | --- | ---- |
| 2017-2018  | R.G.V. Vipers | 38 | 11 | 18,7 | 57,1 | 34,3 | 68,5 | 6,6  | 1,2 | 0,5 | 1,1 | 9,5  |
| 2018-2019† | R.G.V. Vipers | 26 | 26 | 32,4 | 62,2 | 27,4 | 64,6 | 14,9 | 3,7 | 0,7 | 2,0 | 19,4 |
| 2019-2020  | R.G.V. Vipers | 14 | 14 | 32,6 | 58,4 | 26,1 | 66,1 | 14,6 | 4,4 | 1,3 | 1,1 | 24,9 |
| Carriera   | Carriera      | 78 | 51 | 25,8 | 59,6 | 28,7 | 66,3 | 10,8 | 2,6 | 0,7 | 1,4 | 15,6 |

### Eurolega
| Anno      | Squadra         | PG | PT | MP  | TC%  | 3P% | TL% | RP  | AP  | PRP | SP  | PP  |
| --------- | --------------- | -- | -- | --- | ---- | --- | --- | --- | --- | --- | --- | --- |
| 2016-2017 | Žalgiris Kaunas | 5  | 0  | 3,2 | 40,0 | 0,0 | 100 | 0,8 | 0,2 | 0,0 | 0,0 | 1,0 |
| Carriera  | Carriera        | 5  | 0  | 3,2 | 40,0 | 0,0 | 100 | 0,8 | 0,2 | 0,0 | 0,0 | 1,0 |

## Palmarès
- Campionato lituano: 1

Žalgiris Kaunas: 2016-17
- Coppa di Lituania: 1

Žalgiris Kaunas: 2017
- Campionato NBA: 1

Oklahoma City Thunder: 2025